# Metalotioneiny

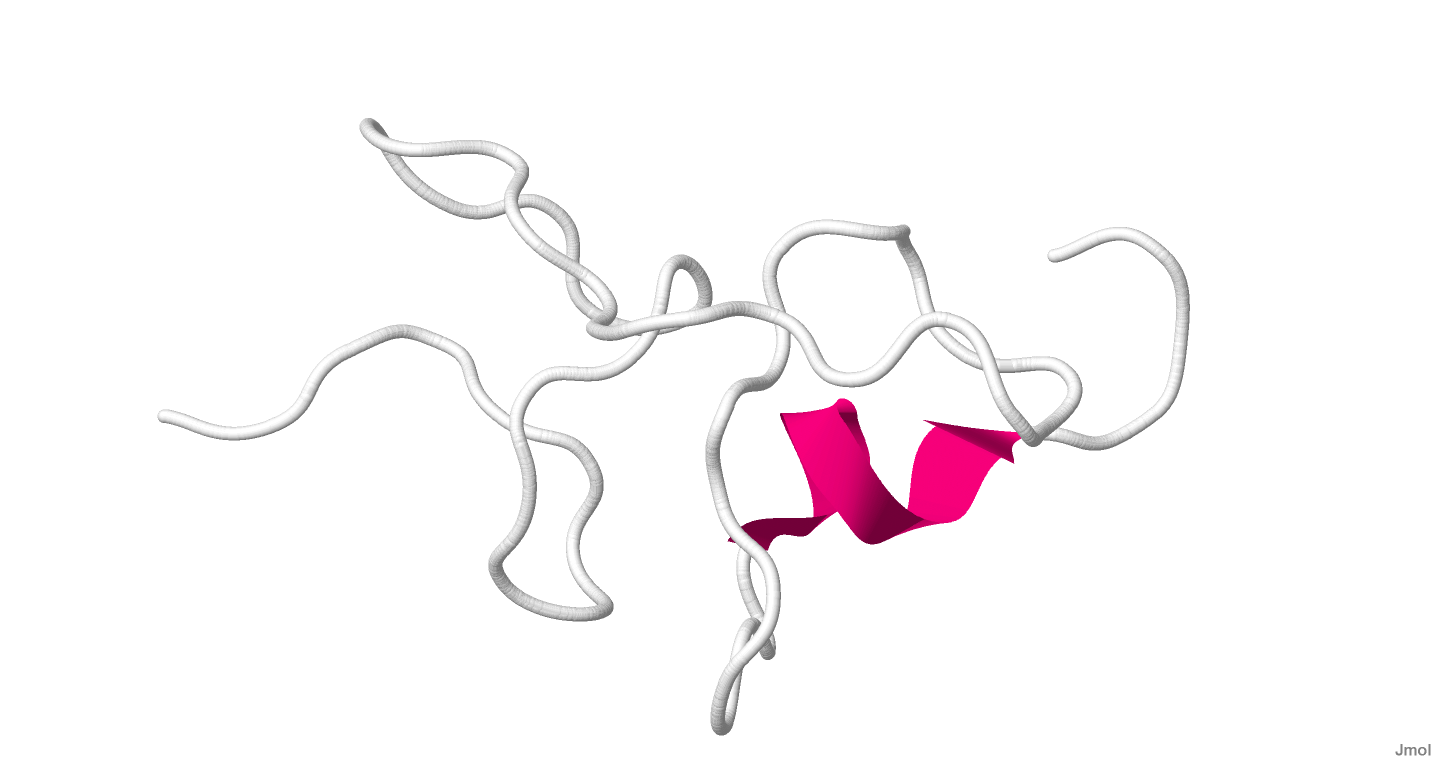
Trójwymiarowa struktura domeny β_{E} metalotioneiny E_{c}-1 pszenicy

Metalotioneiny, MT – niskocząsteczkowe białka zawierające liczne reszty cysteinowe, uczestniczące w detoksykacji organizmów ze szkodliwych jonów metali oraz reakcji obronnej związanej ze stresem oksydacyjnym. Zostały wykryte u organizmów należących do wszystkich królestw w domenie eukariota, protistów, grzybów, roślin i zwierząt oraz u sinic.
Po raz pierwszy nazwy metalotioneiny użyli Margoshes i Vallee w roku 1957 dla białka wyizolowanego z kory nerki konia. W skład białka wchodziły znaczne ilości kadmu i siarki.

## Klasyfikacja
Metalotioneiny klasyfikowane według różnych kryteriów na klasy lub rodziny. W podziale na 3 klasy przedstawionym przez Robinsona i wsp. o przynależności decyduje struktura pierwszorzędowa i rozkład reszt cysteinowych. Do klasy III zostały zaliczone fitochelatyny oraz ich odpowiednik występujący u grzybów kadystyny. Klasyfikacja przedstawiona przez Binz i Kägi  metalotioneiny podzielone zostały na 15 rodzin. W tej klasyfikacji fitochelatyny nie są wliczane do metalotionein. U ssaków metalotioneiny dzielone są na cztery izoformy od MT-1 do MT-4.

## Funkcje
Metalotioneiny są grupą białek powszechnie występujących w organizmach. Ich rola jest jeszcze nie w pełni poznana. Dobrze znane jest ich zdolność do łączenia się z jonami metali i związany z tym udział w ochronie organizmów przez toksycznymi metalami ciężkimi oraz jonami innych metali. Poznana także została funkcja MT w stresie oksydacyjnym. Białka mają właściwości przeciwutleniające i chronią struktury komórkowe przed wolnymi rodnikami, szczególnie reaktywnymi formami tlenu. W tej roli MT występują w połączeniu z cynkiem. U człowieka odgrywają ważną rolę w metabolizmie cynku. W związku z tą funkcją są powiązane z starzeniem się, chorobami cywilizacyjnymi i nowotworami. MT wykorzystywane są w diagnostyce nowotworów oraz mają znaczenie dla powstawania chemooporności.